# Pležuh
Pležuh (v nekaterih krajih mu pravijo ritotres) izhaja iz obronkov Kobanskega v dravski dolini. Pred več kot 200 leti je bil v tej dolini Pležuh pozimi edino prevozno sredstvo, ki so ga uporabljali za zabavo na snegu, se vozili v dolino in drugih opravkih. 
Prvi pležuhi so bili izdelani iz ukrivljene deske neuporabnega soda, na katerega so pritrdili dva stebrička (čoka), ter ju povezali z deščico, ki je služila kot sedež (zic). Na sedež so pritrdili tudi krmilno palico (rido). 
Kasneje pa so pležuhi dobivali modernejšo podobo, saj so ga prilagodili večjim hitrostih, uporablja pa se stara smučka.[1] 
S pležuhi se je možno voziti na Mariborskem Pohorju vsako sredo po 17. uri. 
Edini uradni dobavitelj modernih pležuhov v Sloveniji je Pležuh Selniški, kateri prav tako izhaja iz rodnega kraja pležuha- Selnice ob Dravi.  
V letu 2011 je potekalo prvenstvo RedBull Pležuh 4 cross, na katerega se je prijavilo 124 tekmovalcev.[2]
- [1] http://www.plezuh.net/predstavitev.htm Arhivirano 2009-03-02 na Wayback Machine.
- [2] http://www.dostop.si/Novica.aspx?ID=1177 Arhivirano 2011-02-24 na Wayback Machine.